# ZNRD1
ZNRD1 (англ. Zinc ribbon domain containing 1) – білок, який кодується однойменним геном, розташованим у людей на короткому плечі 6-ї хромосоми. Довжина поліпептидного ланцюга білка становить 126 амінокислот, а молекулярна маса — 13 904.
| 10         |  | 20         |  | 30         |  | 40         |  | 50         |
| ---------- |  | ---------- |  | ---------- |  | ---------- |  | ---------- |
| MSVMDLANTC |  | SSFQSDLDFC |  | SDCGSVLPLP |  | GAQDTVTCIR |  | CGFNINVRDF |
| EGKVVKTSVV |  | FHQLGTAMPM |  | SVEEGPECQG |  | PVVDRRCPRC |  | GHEGMAYHTR |
| QMRSADEGQT |  | VFYTCTNCKF |  | QEKEDS     |  |            |  |            |

A: Аланін

C: Цистеїн

D: Аспарагінова кислота

E: Глутамінова кислота

F: Фенілаланін

G: Гліцин

H: Гістидин

I: Ізолейцин

K: Лізин

L: Лейцин

M: Метіонін

N: Аспарагін

P: Пролін

Q: Глутамін

R: Аргінін

S: Серин

T: Треонін

V: Валін

Задіяний у такому біологічному процесі, як транскрипція. 
Білок має сайт для зв'язування з іонами металів, іоном цинку. 
Локалізований у ядрі.